# Diaparsis clavata
Diaparsis clavata là một loài tò vò trong họ Ichneumonidae.